# 權善宅
權善宅（韓語：권선택，1955年12月1日—），是大韓民國的政治人物，2014年－2017年擔任大田廣域市長。

## 生平
權善宅中學就讀忠南中學校與大田高等學校，後進入成均館大學成為工商管理系，也曾分別在韓南大學修讀區域發展研究碩士；大田大學修讀公共管理博士與首爾大學修讀科學和政策研究，2008年加入創造韓國黨。
2014年6月4日，權善宅在大韓民國第六屆廣域地方自治團體長選舉中以322,762票擊敗前道知事朴城孝與兩名候選人韓昌旼（韓語：한창민）及金昌根（韓語：김창근）當選大田廣域市市長。
2017年11月14日，權善宅因違反政治獻金法而被判監禁，失去擔任市長資格。